# معماری گوتیک انگلیسی

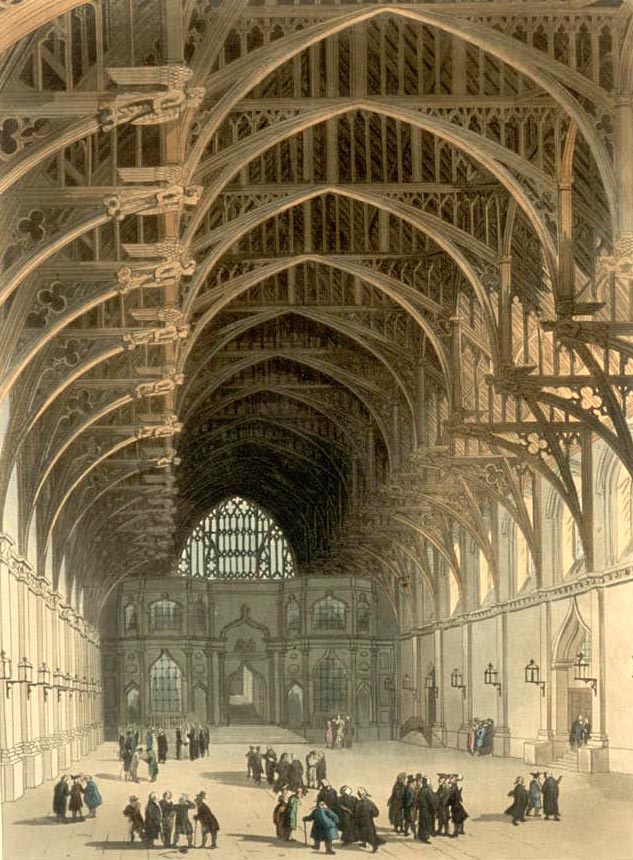
سقف وست‌مینستر در سده ۱۹ میلادی

معماری گوتیک انگلیسی یکی از سبک‌ها و دوره‌های تاریخی معماری است. این سبک، سبکی مذهبی بوده که همواره، در خدمت کلیسا بوده‌است. آغاز پیدایش هیچ‌یک از شیوه‌های معماری را به دقت شیوهٔ گوتیک، نمی‌توان تعیین کرد. هنر معماری گوتیک در میان سالهای ۱۱۳۷ و ۱۱۴۴ (میلادی) در جریان بازسازی کلیسای سنت دنیس فرانسه پا به عرصه وجود گذاشت و تا اواسط قرن شانزدهم میلادی در اروپا معمول بود. هنر گوتیک در میان دو دوره رمانسک و رنسانس واقع شده‌است و تا قبل از دوره مدرن گوتیک به عنوان یک صفت منفی به کار می‌رفت فیلاریته از آن به عنوان هنر فلاکت زده یاد می‌کند. سبک معماری جرجی الهام گرفته از این سبک در سال‌های ۱۷۲۰ تا ۱۸۴۰ در کشورهای انگلیسی زبان شهرت یافت.
دورهٔ گوتیک در فرهنگ جهان دوران استیلای مذهب، و بالاخص کلیسا، بر جوامع بوده. نوع ارتباطات در آن دوران به صورت عمودی تعریف می‌شده‌است. بدین معنا که تمام ابعاد و جنبه‌های زندگی در جهت خداوند و برای خداوند تعریف می‌شده. این الگو در معماری آن دوران خود را به صورت فلش‌های رو به بالا (به سمت خداوند) نشان داده‌است. دورهٔ گوتیک با ظهور اومانیسم پایان یافت. البته عده‌ای دوره رنسانس را دشمن گوتیک می‌دانند.

## معماری گوتیک انگلستان در کلیسای سالزبری
ویژگی‌های معماری گوتیک انگلستان به طرز شگفت‌انگیزی در کلیسای سالزبری به نمایش درآمده‌اند. این کلیسا که در سال‌های ۱۲۲۰ و ۱۲۶۰ در چمن زارهای دولتی ساخته شده‌است تفاوتی چشمگیر با کلیساهای واقع در شهر که دور تا دور آن را خانه‌ها محصور کرده‌اند، ایجاد کرده‌است. نمای سالزبری به دلیل داشتن برج‌های کوتاه، جرزهای افقی، سر درها ی ورودی کوچک و تو رفتگی‌هایی، با نمای دو کلیسای پاریس یا آمین تفاوت دارد.
به دلیل اهمیت کمتر ارتفاع ساختمان در انگلیس آن زمان، ارتفاع سالزبری با کلیسای آمین که هم‌زمان هستند، تقریباً یکی است. نمای بیرونی سالزبری به دلیل نوک تیز بودنش با معماری گوتیک فرانسوی تفاوت دارد. نقشهٔ کلیسای سالزبری راست خط و دراز است و بازویی دوگانه دارد که انتهای شرقی آن پهن‌تر است؛ که از این نظر هماند کلیساهای سیستریان است. فضای داخل کلیسا، سه طبقه است و قوس‌هایی نوک تیز دارد و از نظر طاق جناغی و جرز مرکب سبک گوتیک است اما با گوتیک فرانسوی تفاوت دارد زیرا ستونک‌های جرزها تا زیر طاق‌های جناغی کشیده نشده‌اند بلکه برآمدگی سه دهانه‌ای دارند و یک تاًکید افقی نیرومند را دربردارند.
به دلیل استفاده از سنگ رنگی در نقش و نگار‌ها و قوس‌ها جزییاتی وجود دارد و درخششی تند و زنده در درون کلیسا ایجاد می‌کند. جرزهایی از جنس میله‌های مرمر پربک، طاق‌های مواج را به زمین بسته‌اند. این کلیسا بنایی جسارت‌آمیز است و به دلیل نقشهٔ راست خطی که دارد پیشگامان گوتیک شعاعسان در اروپاست. گوتیک انگلیسی سدهٔ چهاردهم را تزیین یافته می‌دانند زیرا جزئیات ساختمان‌ها و دیوارها و طاق‌ها بسیار تزیین شده‌اند.

## معماری گوتیک انگلستان در کلیسای گلاستر
صد سال پس از سالزبری، کلیسای گلاستر با سبک عمودی ساخته شد. کلیسای گلاستر دارای یک انتهای شرقی پهن است که شامل چندین پنجرهٔ افقی بزرگ هم شکل است و یادآور نمای غربال مانند کلیسای سالزبری است. اما دیگر اثری از طاق جناغی نیست، و این طاق به طاق گهواره‌ای با تزیینات کاربردی تبدیل شده‌است.

## معماری گوتیک انگلستان در نمازخانه هنری VII
در سدهٔ شانزدهم، تکامل سبک عمودی در نمازخانه ی هنری VII دیده می‌شود که متعلق به عصر تودور هاست. نوعی معماری گل و بته دوزی در رگه‌ها پدید آمده که به درون شکل‌هایی شبیه به طاق پنکه‌ای کشیده شده‌اند. این طاق‌ها ارگانیک به نظر می‌رسند که گویی در جریان ذوب به سنگ تبدیل شده‌اند. این نمازخانه فرورفتن گوتیک ساختمانی در خیال پردازی را نشان می‌دهد. سبک عمودی این بنا شیوهٔ زندگی گران سلحشوران اواخر سده‌های میانه را نمایش می‌دهد. که زندگی هم چنان خشونت بار بوده‌است.
اما هنر هم چنان از نوعی ظرافت برخوردار بوده و از درشتی می‌گریزد.